# Adam Holzman (guitarrista)
Adam Holzman (nacido en 1960 en la ciudad de Nueva York) es un guitarrista clásico. Es Profesor de Guitarra en la Universidad de Texas en Austin y es el profesor de música residente de Parker C. Fielder. Anteriormente fue profesor asociado en la Universidad del Sur de la Florida en Tampa. En 1989 se unió a la facultad y a la Universidad de Texas donde fundó su estudio de guitarra clásica.
Holzman obtuvo el título de "Maestro Extraordinario" otorgado por la Universidad Autónoma de Nuevo León, Monterrey, México, donde trabajó como artista en residencia hasta 1992.
Entre sus maestros se encuentran Albert Blain, Bruce Holzman, Eliot Fisk y Oscar Ghiglia. Fue elegido dos veces como estudiante en las clases maestras de Andrés Segovia. Tiene numerosos lanzamientos de CDs en Naxos Records y HRH Records.